# Katherine Jackson
Katherine Esther Jackson (* 4. Mai 1930 in Barbour County, Alabama, als Kattie B. Screws; später Scruse) ist eine US-amerikanische Autorin. Sie ist die Witwe von Joseph Jackson und die Mutter von Michael (1958–2009) und Janet Jackson sowie deren Geschwistern.

## Leben
Katherine Jackson wurde 1930 als Tochter von Martha Mattie Upshaw und Prince Albert Screws geboren. Sie erkrankte als Kind an Kinderlähmung und hinkt seitdem. Als sie vier Jahre alt war, änderte ihr Vater den Familiennamen in Scruse und ihre Familie zog nach Gary, Indiana. Dort lernte sie Joseph Jackson kennen, den sie 1949 heiratete. Sie bekamen neben Michael und Janet acht weitere Kinder: Rebbie, Jackie, Tito (1953–2024), Jermaine, La Toya, Marlon, Brandon (Zwillingsbruder von Marlon, starb kurz nach der Geburt) und Randy Jackson. 1965 trat sie den Zeugen Jehovas bei.
Während der frühen Jahre der Gruppe (Mitte bis Ende der 1960er Jahre) entwarf Katherine Jackson oftmals die Kostüme für die Auftritte der Jackson Five. Nach dem Wechsel der Gruppe 1968 zu Motown hielt sie sich mehr im Hintergrund. Als die Jackson Five und später auch Michael und Janet als Solokünstler bekannt wurden, wurde sie oft als liebende Mutter und Ehefrau dargestellt. 1984 unterstützte sie ihren Mann bei der Planung der Victory Tour der Jackson Five. 1985 betitelte das US-amerikanische Magazin Essence Katherine Jackson als „Mother of the Year“ („Mutter des Jahres“).
1990 veröffentlichte sie ihre Autobiografie My Family. The Jacksons über ihre frühen Jahre, die Beziehung zu ihrem Mann und ihren neun Kindern. Acht ihrer Kinder hinterließen einen Kommentar in dem Vorwort des Buches, in dem auch geschildert wird, wie ihr Mann Joseph ihr mehrere Seitensprünge beichtete; einem davon entstammt seine Tochter Joh’Vonnie (* 1974). Als Michael Jackson 2005 aufgrund einer Anklage wegen Kindesmissbrauchs vor Gericht stand, war sie das einzige Familienmitglied, das an jedem Verhandlungstag anwesend war.
Am 29. Juni 2009 wurde Katherine Jackson die vorläufige Vormundschaft für die drei Kinder von Michael zugesprochen, der vier Tage zuvor gestorben war. Debbie Rowe, Michael Jacksons zweite Ehefrau, hatte die Vormundschaft für die zwei ältesten der Kinder beantragt, da sie deren leibliche Mutter ist. Da Rowe seit vielen Jahren keinen Kontakt zu ihren Kindern mehr gehabt hatte, einigten sich Katherine Jackson und Rowe vor Gericht auf ein Besuchsrecht für Rowe. Am 3. August 2009 wurde Jackson die unbefristete Vormundschaft für die Kinder Prince, Paris und Blanket Jackson gerichtlich zugesprochen.

## Autobiografie
- My Family. The Jacksons. 1990.